# 驹野友一
駒野友一（1981年6月25日—），日本著名足球運動員，司職後衛，現效力日丙球隊FC今治，前日本國家足球隊成員。

## 俱樂部生涯
在小學生時期，駒野友一的位置是前鋒，但在中學二年級時卻開始在邊線位置作賽。
中學三年級時，駒野仍在初芝橋高校時，已經收到大阪飛腳、千葉市原和廣島三箭的青年隊招攬。
最初，駒野友一考慮加入大阪飛腳青年隊，但在經濟考慮下，駒野沒有加入大阪飛腳。同時間，駒野曾經參加千葉市原青年隊的訓練，可是在狀況不良的情況下落選了該隊青年隊。最終在一次測試下，加入廣島三箭的青年隊。
在1997年正式加入廣島三箭青年隊。。在青年隊時期，駒野友一成為了出色的翼衛，在高校三年級時與同級生的森崎和幸和森崎浩司兩兄弟一同成為日職的2種登錄球員。
2000年，駒野友一正式與廣島三箭簽訂職業球員合約，同期加入球隊的還有森崎兄弟、八田康介、松下裕樹、山形恭平和中山元氣。
2001年，瓦列里·涅波姆尼亞奇安排駒野友一擔任右後衛與澤田謙太郎爭奪正選資格。此後，駒野友一表現穩定，並為球隊帶來2002年次階段聯賽第三位的成績。即使往後被安排為右翼衛，表現仍然出色。
2003年8月16日，對横濱FC的賽事，駒野友一弄傷了左膝前十字韌帶。在手術後留院其間，駒野友一突然患上經濟機艙症候群，並有生命危險。駒野友一積極面對危機，並努力為重返球場而戰，終於在2004年4月29日的日本聯賽盃對橫濱水手一戰中復出。駒野友一休養其間，廣島並沒有一個球員能成為常規的右後衛正選。
2004年8月18日，駒野友一在雅典奧運會足球賽對加納一戰中，左邊的鎖骨骨折。
2004年9月21日，駒野友一患上眼角膜炎，一度陷入失明的危機。2005年，駒野友一再次回到右後衛的位置，並以優異表現與佐藤壽人產生化學作用，帶來大量的入球機會，而駒野友一為球隊帶來9次助攻。
2008年，由於廣島三箭要降至日乙，駒野友一把握機會轉投磐田喜悅，可是球隊低迷的表現，使得駒野友一連續兩年得到護級的經驗。2009年，駒野友一的球衣號碼由25號轉為與廣島三箭一樣的5號，而位置亦由中場轉為後衛。2010年，駒野友一延續了在邊線後衛出色的表現，但是在代表日本進行國際足球友誼賽其間受傷，引致他未能參與後半季的賽事。
2011年，駒野友一以正選右後衛的身份出陣了聯賽的所有賽事，並在攻守兩方面為球隊作出重大貢獻。
2012年，駒野友一再次出戰了聯賽所有賽事，並首次入選日職全年最佳陣容。
2016年他转会去到了FC东京，同年7月他被租借去了福冈黄蜂，2017年被福冈黄蜂正式买断。
2017年在日职升级附加赛决赛中被淘汰的福冈黄蜂官方宣布，球队与后卫驹野友一续约。
2022年11月10日，效力于FC今治的前国脚后卫驹野友一宣布将在本赛季结束后退役。

## 國家隊生涯
2004年，随队参加了2004年雅典奥运会。
2005年8月3日他在东亚盃四强赛与中國的比赛中上演了国家队首秀。
2006年世界盃他也入围了23人参赛大名单，为当时的主力边后卫加地亮打替补，由于加地亮赛前意外受伤，驹野友一在日本队首战与澳洲的比赛中首发并打满全场，不过随后的两场比赛他没有获得出场机会，伤愈复出的加地亮取代了他。
2010年6月29日，在2010年世界盃1/8淘汰赛日本与巴拉圭的比赛中，双方在120分钟内均未进球，点球战中驹野友一点球打在门柱上未进，最终日本队以3:5输给了巴拉圭队。

## 演出作品

### 廣告出演
- デオデオ (2006年 - 2007年) 下田崇との共演、広島限定
- プーマジャパン株式会社 (2010年 - ) 「パラメヒコマン篇」
- 静岡県 (2010年) 「静岡県人権週間」

### 音樂錄像
- PUSHIM「誓い feat.MIHIRO～マイロ～」 (2010年)

## 外部連結
- 日本職業足球聯賽中的驹野友一 （日語）
- 驹野友一 – FIFA國際賽競賽紀錄 (存檔)（英文）
- 驹野友一在National-Football-Teams.com的資料（英文）
- プロフィール (2007年)，存于 - サンフレッチェ広島
- プロフィール (2009年) （页面存档备份，存于） , (2010年) （页面存档备份，存于） , (2011年) （页面存档备份，存于） , (2012年) （页面存档备份，存于） , (2013年) （页面存档备份，存于） , (2014年) （页面存档备份，存于） , (2015年) （页面存档备份，存于） - ジュビロ磐田
- 『ザックジャパンの完成度』連載 第8回:駒野友一 (1/4) （页面存档备份，存于） , (2/4) （页面存档备份，存于） , (3/4) （页面存档备份，存于） , (4/4) （页面存档备份，存于） - Sportiva (2012年10月10日)